# Opération Portcullis
Seconde Guerre mondiale
Batailles
1940
- Vado
- Siège de Malte
- Club Run
- Convoi Espero
- Mers el-Kébir
- Punta Stilo
- Cap Spada
- Hurry
- Cap Passero
- MB.8
- Tarente
- Détroit d'Otrante
- White
- Cap Teulada

1941
- Excess
- Convoi AN 14
- Grog
- Abstention
- Baie de La Sude
- Cap Matapan
- Îles Kerkennah
- Crète
- Galite
- Substance
- Halberd
- Convoi Duisburg
- Cap Bon
- Syrte (1941)
- Rade d'Alexandrie

1942
- Syrte (1942)
- Calendar
- Bowery
- Albumen
- Harpoon
- Vigorous
- Pedestal
- Agreement
- Torch
- Stoneage
- Sabordage de la flotte française à Toulon
- Portcullis
- Banc de Skerki
- Olterra (navire auxiliaire)
- Raid sur Alger

1943
- Zouara
- Convoi de Cigno
- Convoi de Campobasso
- Corkscrew
- Husky
- Gela
- Scylla
- Pietracorbara
- Dodécanèse
  - Rhodes
  - Leros
  - Kos
- Convoi KMF-25A

1944
- Ist
- Raid sur Santorin
- Raid sur Symi
- Port-Cros
- La Ciotat
- Île de Pag

1945
Mer Ligure
- Convois alliés
  - convois de Malte
- Campagne des U-boote
- Campagne adriatique

L'opération Portcullis (1er - 5 décembre 1942) est une opération de convoyage allié sur l'île méditerranéenne de Malte pendant la Seconde Guerre mondiale.  

## Déroulement
Le convoi dénommé MW 14, 55 000 ST de fournitures, relia Malte depuis Port-Saïd ; cette mission suivit le succès de l'opération Stoneage (16-20 novembre) qui avait levé le siège de Malte. Quatre navires marchands ont été escortés à Malte par sept destroyers de la 12e flottille de destroyers, soutenus par trois croiseurs de la 15e escadre de croiseurs et trois destroyers venant d'Alexandrie. 
Le convoi a été accueilli par la Force K de Malte avec deux croiseurs et quatre destroyers. Le MW 14 n'a pas été attaqué par les forces de l'Axe en route ou pendant le déchargement (une première depuis 1941), qui s'est achevé le 9 décembre. Le manque d'opposition a conduit à la navigation par paires de navires vers Malte, tout en maintenant des convois ordinaires du désert occidental jusqu'à Benghazi, où ils devaient rejoindre des escortes de Malte et être escortés par la Force K, en cas de sortie des navires italiens de Tarente.
Neuf autres navires sont arrivés en convois, MW 15 à MW 18, livrant 18 200 ST de carburant et un autre 58 500 ST de fournitures générales et militaires jusqu'à la fin décembre. Treize navires sont retournés à Alexandrie en tant que convois ME 11 et ME 12. L'augmentation des rations aux civils a contribué à réduire le déclin général de la santé de la population qui avait conduit à une épidémie de poliomyélite.